# Trentepohlia (Trentepohlia) bougainvillensis
Trentepohlia (Trentepohlia) bougainvillensis is een tweevleugelige uit de familie steltmuggen (Limoniidae). De soort komt voor in het Australaziatisch gebied.